# 東條英昭
東條 英昭（とうじょう ひであき、1943年 - ）は、日本の遺伝子工学者。東京大学名誉教授。

## 人物・経歴
兵庫県生まれ。1966年広島大学卒業。1972年九州大学大学院農学研究科博士課程単位取得満期退学(退学後3年以内で博士取得=課程博士）。1975年九州大学農学博士。富山医科薬科大学動物実験センター助教授を経て、1991年東京大学大学院農学系研究科助教授。1997年東京大学大学院農学系研究科教授。2006年退職、東京大学名誉教授。のち、日本獣医生命科学大学客員教授、ヤマザキ動物看護短期大学動物看護学科長・教授を経て、2010年にヤマザキ学園大学動物看護学部教授内定を辞退。2011年同兼任講師、2012年同辞退。専門は応用遺伝学、動物発生工学。

## 著書
- 『動物をつくる遺伝子工学』ブルーバックス 1996年
- 『身近な日常生活のやさしい環境保全策』東京教育情報センター 2000年
- 『トランスジェニック動物』朝倉書店 2004年
- 『図説基礎動物生理学』アドスリー 2006年
- 『「食の安全」基礎知識』アドスリー 2010年

## 編集
- 『応用動物遺伝学』（佐々木義之他と共編）朝倉書店 2007年

## 監修
- 今川和彦編『いざ"生"の扉へ : クローン動物とエピジェネティクスの新展開』アドスリー 2006年